# 伊泰普兰迪亚
伊泰普兰迪亚是巴西巴拉那州的一个市镇。总面积336.173平方公里，总人口9122人，人口密度27.1人/平方公里。